# Bournemouth
Bournemouth este un oraș și o Autoritate Unitară în regiunea South West England. Este o stațiune turistică foarte mare pe coasta de sud a Marii Britanii.